# Cerco de Lilibeu (250–241 a.C.)
O Cerco de Lilibeu ou Cerco de Lilibeia foi uma fase particularmente intensa da Primeira Guerra Púnica. As forças terrestres da República Romana que atacavam a cidade de Lilibeu, no extremo oeste da Sicília, e as cartaginesas, compostas majoritariamente de mercenários, que a defendiam — e as respectivas frotas — se enfrentaram numa longa batalha.

## Contexto
Com a segunda batalha de Panormo, Cartago teve o seu já debilitado domínio sobre a Sicília ser ainda mais erodido pelos romanos. Em 251 a.C., o território controlado por eles era limitado a uma porção da costa sul, de frente para a África, que ia de Drépano até Heracleia Minoa e as ilhas Égadas. Os romanos primeiro conquistaram Agrigento e o interior da Sicília, chegando até Selinunte e, dali, conquistaram Panormo. Havia ainda uma outra parte da Sicília não ocupada pelos romanos, controlada pelo Reino de Siracusa, de Hierão II, aliado dos romanos e seu principal suporte logístico.
Os romanos se deram conta de que a guerra na Sicília poderia durar muito tempo, que o domínio marítimo não poderia ser abandonado aos cartagineses e que a guerra não acabaria sem um ataque direto a Cartago. Contudo, para lutar na África, os romanos precisavam primeiro colocar os cartagineses na Sicília fora de combate e, principalmente, sem um porto através do qual pudessem enviar ou receber reforços a Cartago.
A marinha romana, que havia sido quase que inteiramente desmantelada, foi reformada e, com o tempo, chegou a pelo menos duzentos e quarenta navios enquanto que as quatro legiões romanas foram reforçadas e levadas para a Sicília com os cônsules. Com isto, a guerra se moveu para o cabo Lilibeu e para a cidade homônima, forçando Cartago a lugar para defender sua última grande base militar na Sicília.

## Início do cerco
Em 250 a.C., durante o mandato dos cônsules Caio Atílio Régulo e Lúcio Mânlio Vulsão Longo, as tropas romanas marcharam para Lilibeu, onde acamparam de ambos os lados da cidade. A região entre os dois acampamentos foi ligada por um fosso, uma paliçada e um muro enquanto eram construídas as armas de cerco necessárias para o ataque à torre que ficava mais perto do mar. Entre elas estavam aríetes, catapultas e torres de cerco.
Em pouco tempo, os romanos conseguiram demolir pelo menos sete torres e atacaram duramente as demais. A resistência vinha do comandante cartaginês Himilcão e os defensores lutavam diariamente tentando incendiar as armas de cerco, reforçando as edificações da cidade e realizando ações contra os muitos túneis cavados pelos romanos. Os cidadãos e os dez mil mercenários, porém, se mostraram incapazes de resistir às ações das legiões, que penetravam — lentamente e constantemente — as defesas cartaginesas.

## Os três Aníbais
Os mercenários, portanto, começaram a considerar muito difícil e perigoso resistir ao ataque. Seus líderes concordaram em entregar a cidade aos romanos e foram falar com eles. Políbio, de origem acaia, não deixa de salientar que foi um acaio, Alessão, o comandante mercenário que informou Himilcão sobre perigo de traição. Este, depois de reunir mercenários, convenceu-os com promessas de grandes presentes a desistir da traição planejada. Alessão recebeu o comando dos mercenários, exceto os celtas, cujo oficial de ligação era Aníbal, filho de "Aníbal Giscão, que foi derrotado em Agrigento e que, depois da Batalha de Sulci, foi assassinado pelos seus aliados sardenhos. Os mercenários que ficaram na cidade receberam com pedras e flechas seus antigos comandantes, que vinham trazendo as ofertas romanas, e permaneceram leais a Cartago. Não fizeram um bom negócio, o que se provou alguns anos mais tarde, depois do final da guerra, quando cobraram a promessa de Himilcão e nada receberam, o evento que deu início à sangrenta Revolta dos Mercenários, que durou três anos.
Sem saber da traição projetada, em Cartago havia consciência da grande importância de uma base militar em Lilibeu e foram feitos preparativos para ajudar Himilcão. A criação de uma frota de cinquenta navios cheios de soldados não foi um problema para os mais ricos da cidade marítima. A ordem foi dada para Aníbal, filho de "Amílcar, que havia sido derrotado na Batalha do Cabo Ecnomo e, depois, na Batalha de Ádis".
Aníbal, com dez mil soldados, estabeleceu sua base nas ilhas Égadas, esperou por um forte vento a favor e partiu para Lilibeu. Os romanos, pegos de surpresa pela audácia do cartaginês, não conseguiram detê-lo. Em meio às festividades da população, Aníbal desembarcou suas forças, duplicando as tropas defensoras. Himilcão, comandante da cidade não esperou que a emoção diminuísse e nem que os reforços pudessem compreender em profundidade a delicada situação militar. Com um discurso inflamado, exortou os homens para o combate: pediu aos homens que descansassem e que obedecessem seus comandantes. No dia seguinte, lançou o exército cartaginês contra os romanos.
Os romanos não foram pegos despreparados; desde a chegada dos reforços, já esperavam um ataque e reforçaram os pontos do cerco onde havia necessidade. Vinte mil cartagineses e um número "tão numeroso quanto" de romanos lutaram então uma batalha muito confusa. Apesar do ardor dos combatentes, os cartagineses não conseguiram dar um golpe decisivo e os romanos puderam manter o controle das operações do cerco lutando contra o inimigo na cidade.
Dada a situação, à noite, Aníbal deixou Lilibeu para se encontrar com o comandante da expedição, Aderbal, que havia se estabelecido em Drépano, a cento e vinte estádios (pouco mais de 20 quilômetros) da cidade. Lá, um dos notáveis cartagineses, Aníbal Ródio ("de Rodes") se ofereceu para forçar o bloqueio de Lilibeu para retornar com notícias mais precisas. Por meio de uma ação rápida e ousada, aproveitando-se dos ventos e das correntes favoráveis, Ródio chegou a Lilibeu e partiu no dia seguinte.
O comandante romano, observando os preparativos, enviou uma flotilha de dez navios para impedir sua fuga. Apesar disto, Aníbal Ródio, com audácia e velocidade, escapou dos romanos, zombando deles durante o caminho. Estes atos provocatórios foram repetidos por dias, o que permitiu que ele levasse suprimentos e a troca de informações entre Lilibeu e Drépano, irritando os romanos. Imitadores logo apareceram e os romanos, incapazes de impedi-los, tentaram fechar completamente o porto com um aterro, mas, por conta das correntes, o trabalho se mostrou quase completamente inútil. "Quase" por que eles conseguiram, a partir de determinado momento, criar um assoreamento, cujo formato era desconhecido para os cartagineses. E, numa noite, um quadrirremo encalhou. Na noite seguinte, Ródio entrou no porto e tentou passar. O quadrirremo capturado conseguiu se aproximar do navio de Ródio, que foi obrigado a aceitar o combate. Ele foi derrotado e capturado. Com dois quadrirremos em perfeito estado e com boas tripulações, os romanos finalmente conseguiram impedir que os inimigos furassem o cerco.

## Vitória cartaginesa
O cerco em terra continuava; os cartagineses ainda resistiam, mas haviam desistido de tentar danificar as armas de cerco romanos. Uma tarder, porém, ocorreu uma grande ventania que danificou as operações de cerco romanas.
Alguns mercenários sugeriram que Himilcão aproveitasse o vento que soprava na direção do inimigo para incendiar as armas. A ideia foi posta em prática e, em três pontos distintos, os cartagineses conseguiram seu objetivo. A madeira seca se incendiou facilmente e os romanos não conseguiram apagar, pois o vento as alimentava e espalhava. A fuligem, a fumaça e as brasas atrapalhavam os trabalhos e impediam qualquer ação mais eficaz para lidar com o incêndio. Para os sitiados, a situação era inversa; com o vento às costas, tinham plena visibilidade sem risco algum de fogo. Suas flechas e lanças ganharam força e alcance.
| “ | No final, a destruição foi tão completa que até mesmo a base das torres e as vigas dos aríetes foram inutilizadas pelo fogo. | ” |
|   | — Políbio, Histórias I, 48.                                                                                                  |   |

Os romanos renunciaram ao ataque e se limitaram a cercar a cidade com uma circunvalação e a proteger o acampamento com um muro. Os sitiados consertaram a muralha já derrubada e resistiram corajosamente ao cerco. A derrota nesta batalha de fogo e fumaça atrapalhou os esforços subsequentes romanos na região. No ano seguinte, os dois novos cônsules, sem experiência militar, chegaram ao cerco com reforços. O cônsul sênior, Públio Cláudio Pulcro, decidiu atacar a frota cartaginesa na Batalha de Drépano, que se tornou o pior desastre naval para os romanos em toda a guerra. Noventa e três navios romanos foram capturados e somente trinta sobreviveram. Pulcro caiu em desgraça e foi reconvocado a Roma, onde foi multado por sua incompetência. Logo depois da derrota em Drépano, outra frota romana, liderada pelo outro cônsul, Lúcio Júnio Pulo, foi destruída pelos cartagineses.
O cerco de Lilibeu continuou por mais oito anos, terminando somente em 241 a.C. com o fim da Primeira Guerra Púnica.